# Insidious - L'ultima chiave
Insidious - L'ultima chiave (Insidious: The Last Key) è un film del 2018 diretto da Adam Robitel.
Si tratta del quarto capitolo della saga iniziata con Insidious (2010) e proseguita con Oltre i confini del male - Insidious 2 (2013) e Insidious 3 - L'inizio (2015). Cronologicamente, rappresenta il secondo capitolo della serie, precedente agli avvenimenti dei primi due film.

## Trama
Five Keys, New Mexico, 1953. Elise Rainier vive insieme a sua mamma Audrey, al fratello Christian e al papà Gerald in una casa nei pressi del penitenziario dove il capofamiglia lavora.
Una sera, in seguito ad uno sbalzo di corrente in casa, determinato dall'esecuzione di un condannato a morte, Elise riesce a dire il nome e altre informazioni personali del detenuto giustiziato. Quando i membri della sua famiglia le chiedono come faccia a sapere queste cose, Elise risponde che, semplicemente, è tutto nella sua testa. L'unica persona che si mostra comprensiva è sua madre Audrey, che spiega a sua figlia che lei ha un dono che non tutti, come il padre, sono in grado di comprendere perché impauriti.
La sera stessa Elise e Christian incontrano un fantasma nella loro camera da letto. Spaventato, Christian cerca un fischietto che la madre gli ha dato per chiedere aiuto, ma non riesce a trovarlo.  Il padre Gerald, furioso, a differenza della moglie, se la prende con Elise e la chiude nel seminterrato. Lì, Elise, attirata da una voce, apre una misteriosa porta ed è brevemente posseduta da uno spirito demoniaco. Quando la madre preoccupata per Elise scende nel seminterrato, viene uccisa dal demone.
California, 2010. Elise, ormai cresciuta, lavora come investigatrice paranormale con i suoi colleghi Specs e Tucker. Un uomo di nome Ted Garza la chiama, dicendo che si stanno verificando attività paranormali a casa sua. Rendendosi conto che è la sua casa d'infanzia, Elise parte per aiutarlo. Mentre indaga sulla casa, la donna trova il fischietto perduto di suo fratello Christian, ma lo smarrisce di nuovo dopo aver incontrato uno spirito femminile.
Elise, che aveva sempre visto gli spiriti sin da bambina, riferisce a Specs e Tucker di aver già visto lo spirito di quella donna quando era adolescente, ma, nel timore di un altro pestaggio da parte di suo padre, era fuggita di casa abbandonando il fratello.
La mattina dopo, Elise, Tucker e Specs incontrano Melissa e Imogen, le figlie di Christian, ancora furioso con Elise per averlo abbandonato. Sperando di ricucire il loro rapporto, Elise consegna a Melissa una foto del fischietto, dicendole di mostrarlo a Christian. Più tardi, Elise e Tucker scoprono una stanza nascosta nel seminterrato. All'interno vi è una giovane donna tenuta prigioniera. Ted Garza si precipita allora nella stanza rivelando di essere il responsabile del rapimento. L'uomo cerca di uccidere il gruppo ma sarà lui ad avere la peggio.
In realtà, Garza è stato costretto dal demone a rapire, torturare e uccidere diverse donne.
Dopo che la polizia ha liberato la casa, Christian e le sue figlie entrano per trovare il fischietto. Nel seminterrato, Melissa viene attaccata dal demone finendo in coma, la sua coscienza ora è bloccata nel regno de "L'altrove".
Cercando di salvare Melissa, Elise perquisisce la casa e scopre valigie nascoste contenenti oggetti di numerose altre donne che erano state tenute prigioniere, inclusa la giovane donna che aveva visto da adolescente e che credeva fosse un fantasma. Finalmente Elise capisce che come Ted, anche suo padre in passato era stato posseduto dal demone e aveva rapito e segregato alcune donne. Elise capirà che da adolescente non vide uno spirito, bensì una donna ancora viva, Anna, che fu successivamente uccisa da Gerald.
All'improvviso Elise viene raggiunta dal demone e il suo spirito viene portato nell'Altrove.
L'unica a poter salvare Melissa e Elise è Imogen, che ha lo stesso dono della zia.
Imogen, con l'aiuto di Specs e Tucker, e guidata dal fantasma di Anna, raggiunge l'Altrove, un mondo sotto forma di regno carcerario in cui il demone sta trattenendo tutte le anime che ha preso, incluse Melissa ed Elise. Questa, intanto, si rende conto che il demone ha controllato Gerald e Ted nutrendosi della paura e dell'odio generati dalle donne rapite. Lei stessa è costretta dal demone a ferire lo spirito di suo padre come vendetta per quello che ha fatto ma, fermata da Imogen, si rifiuta di nutrire il demone con ulteriore odio. Il demone attacca allora Elise, ma Gerald la salva prima di essere pugnalato e il suo spirito svanisce.
Il Demone, dopo avere accoltellato Melissa, facendo morire il suo corpo, tenta di possedere Elise. La medium però utilizza il fischietto di Christian e lo spirito di sua madre Audrey accorre in suo aiuto sconfiggendo il demone.
Nel tentativo di trovare Melissa e salvarla, aprono una porta e vedono un ragazzo, Dalton Lambert. Rendendosi conto che hanno aperto la porta sbagliata, lasciano la porta aperta e trovano Melissa nella porta accanto. Lo spirito di Melissa può ritornare così nel suo corpo nel mondo reale, salvandole la vita. Elise, dopo un confronto con lo spirito di sua madre, le dice addio.
Elise, Melissa e Imogen riescono così a tornare nel mondo reale, mentre la stessa Elise può finalmente ritrovare la propria famiglia oltre a godere dell'affetto di Specs e Tucker.
La pellicola termina con Elise che sogna il piccolo Dalton e un demone dalla faccia rossa. Svegliandosi, riceve una chiamata da una donna di nome Lorraine. Elise aveva già aiutato suo figlio anni prima, e ora suo nipote Dalton ha bisogno dello stesso aiuto. Elise accetta.

## Promozione
Il primo trailer viene presentato il 6 settembre 2017.

## Distribuzione
Divieti
Il film è distribuito nelle sale cinematografiche statunitensi a partire dal 5 gennaio 2018 con la classificazione di età PG-13, ovvero vietato ai minori di 13 anni "per i contenuti tematici disturbanti, violenza e terrore, e linguaggi fortemente scurrili" e in quelle italiane dal 18 gennaio 2018 con la classificazione di età VM14.

## Sequel
Il 5 luglio 2023 è stato distribuito il quinto capitolo della saga, dal titolo Insidious - La porta rossa.